# Lijst van ministers van Wetenschappelijk Onderzoek van de Duitstalige Gemeenschap
Dit is een lijst van ministers van Wetenschappelijk Onderzoek in de regering van de Duitstalige Gemeenschap.

## Lijst
| Nr.                              | Minister | Minister                 | Partij | Partij | Begin            | Einde           | Regering(en)       |
| -------------------------------- | -------- | ------------------------ | ------ | ------ | ---------------- | --------------- | ------------------ |
| 1                                |          | Bernd Gentges (1943)     |        | PFF    | 13 november 1990 | 13 juni 1995    | Maraite II         |
| 2                                |          | Wilfried Schröder (1942) |        | CSP    | 13 juni 1995     | 6 juli 1999     | Maraite III        |
| vacant (6 juli 1999-6 juli 2004) |          |                          |        |        |                  |                 |                    |
| 3                                |          | Oliver Paasch (1971)     |        | ProDG  | 6 juli 2004      | 26 juni 2014    | Lambertz II en III |
| 4                                |          | Harald Mollers (1977)    |        | ProDG  | 26 juni 2014     | 12 oktober 2020 | Paasch I, II       |
| 5                                |          | Lydia Klinkenberg (1981) |        | ProDG  | 12 oktober 2020  | 1 juli 2024     | Paasch II          |
| 6                                |          | Jérôme Franssen (1982)   |        | CSP    | 1 juli 2024      | heden           | Paasch III         |